# Frank Attar
 (mai 2023).
Frank Attar est un écrivain dont les ouvrages touchent le champ des sciences sociales.

## Biographie

### Formation
Frank Attar est diplômé de l'IEP de Paris et d'HEC Paris .
En 1995, il obtient un doctorat en histoire après avoir soutenu une thèse sous la direction de François Furet à l'ENS et l'EHESS. Il est également titulaire d’un Ph.D de droit international public de l’université de Cambridge. Élève à l'ENA au sein de la promotion Simone Veil,, il démissionne de la fonction publique en 2007.

### Enseignement
Entre 2006 et 2018, Frank Attar a enseigné à Science Po en droit international public, en droit constitutionnel, en histoire des relations internationales et en culture générale.

## Prix
En 2011, Frank Attar a reçu le prix Guizot de l’Académie française pour son ouvrage Aux armes citoyens ! Naissance et fonctions du bellicisme révolutionnaire.

## Publications
- 1792 : la Révolution française déclare la guerre à l'Europe : l'embrasement de l'Europe à la fin du XVIIIe siècle, Bruxelles, Complexe, coll. « La mémoire des siècles » (no 224), 1992, 221 p. (ISBN 2-87027-448-3, présentation en ligne).
- Le Droit international entre ordre et chaos, Paris, Hachette, coll. « Référence », 635 p., 1994.  (ISBN 2-0123-5143-3)
- Dictionnaire des relations internationales de 1945 à nos jours, Paris, Seuil, 1084 p., 2009.  (ISBN 2-2860-5404-5)[10],[11]
- Aux armes, citoyens ! : naissance et fonctions du bellicisme révolutionnaire, Paris, Éditions du Seuil, coll. « L'univers historique », 2010, 394 p. (ISBN 978-2-02-088891-2).